# Аја Санта Марија II (Кјети)
Аја Санта Марија II (итал. Aia Santa Maria II) је насеље у Италији у округу Кјети, региону Абруцо.
Према процени из 2011. у насељу је живело 17 становника. Насеље се налази на надморској висини од 256 м.